# Mahindra Gio
Pour les articles homonymes, voir Gio.
Le Mahindra Gio est un mini camion-benne vendu en Inde par Mahindra. Il est 26cm plus court qu'une Citroën C1.